# Rivers United Football Club
O Rivers United Football Club é um clube de futebol com sede em Port Harcourt, Nigéria. A equipe compete no Campeonato Nigeriano de Futebol.

## História
O clube foi fundado em 2016.